# Халабудка
«Халабудка» — український анімаційний фільм 2014 року студіями Укранімафільм і Барабан, режисер — Манук Депоян.

## Сюжет
Про старенький будиночок-халабудку, оточений сучасними будинками зі скла і бетону. Про те, що треба пам'ятати власне коріння.

## Над фільмом працювали
- Автор сценарію: Наталя Гузєєва;
- Режисер: Манук Депоян;
- Художник-постановник: Валентина Серцова (у титрах Валентина Сєрцова);
- Композитор: Андрій Соловйов (у титрах Андрій Солов'йов);
- Звукорежисер: Олександр Бігун;
- Монтаж та спецефекти: Сергій Точин;
- Асистент режисера: Марія Венгерська;
- Асистент художника-постановника: Інна Петровська;
- Директор знімальної групи: Михайло Семенченко;
- Головний редактор: Світлана Куценко;
- Роль озвучив: Анатолій Зіновенко;
- Художники-аніматори: Сергій Точин, Ірина Вовкогон, Володимир Зінченко, Людмила Шовкун, Людмила Дубова (у титрах Міла Дубова), Наталя Ключко, Тетяна Медведєва, Манук Депоян;
- Генеральний продюсер-директор: Едуард Ахрамович.

## Нагороди
- Фестиваль Alpinale (м. Ненцінг, Австрія) — спеціальний приз і подяка від журі.